# Lilly Wiedemann
Lilly Wiedemann (* 2002 in Kaufbeuren) ist eine deutsche Schauspielerin.

## Leben
Lilly Wiedemann spielte schon mit vier Jahren bis in ihre frühe Jugend im Kinder-/Jugendtheater Kulturwerkstatt Kaufbeuren. Sie besuchte das Marien-Gymnasium Kaufbeuren. Im Alter von zwölf Jahren besuchte sie ein Casting für eine Nebenrolle im Kluftinger-Krimi Herzblut, die sie im gleichen Jahr auch spielte, und gelangte so auch an ein Vorsprechen für Einsamkeit und Sex und Mitleid in Berlin und erhielt von Regisseur Lars Montag die Hauptrolle der Swentja Pfennig. Seit der 7. Staffel der ARD-Fernsehserie Tierärztin Dr. Mertens (2021) spielt Wiedemann als Luisa Mertens die Tochter der von Elisabeth Lanz dargestellten Tierärztin.

## Filmografie
- 2016: Herzblut. Ein Kluftingerkrimi (Fernsehreihe)
- 2017: Einsamkeit und Sex und Mitleid
- 2021: Katie Fforde: Du lebst nur einmal (Fernsehreihe)
- seit 2021: Tierärztin Dr. Mertens (Fernsehserie)
- 2021: Spätzle arrabbiata oder eine Hand wäscht die andere (Fernsehserie, 6 Folgen)
- 2023: Tatort: Königinnen (Fernsehreihe)
- 2024: Bergenring (Kurzfilm)
- 2024: Der Alte (Fernsehserie, Folge Mutterliebe)
- 2024: Notruf Hafenkante (Fernsehserie, Folge Das Wunschkind)